# Bonanza (Geòrgia)
Bonanza és una concentració de població designada pel cens dels Estats Units a l'estat de Geòrgia. Segons el cens del 2000 tenia 2.904 habitants.

## Demografia
Segons el cens del 2000, Bonanza tenia 2.904 habitants, 934 habitatges, i 765 famílies. La densitat de població era de 926,6 habitants per km².
Dels 934 habitatges en un 48% hi vivien nens de menys de 18 anys, en un 61,3% hi vivien parelles casades, en un 15,3% dones solteres, i en un 18% no eren unitats familiars. En el 13,4% dels habitatges hi vivien persones soles el 3,2% de les quals corresponia a persones de 65 anys o més que vivien soles. El nombre mitjà de persones vivint en cada habitatge era de 3,11 i el nombre mitjà de persones que vivien en cada família era de 3,4.
Per edats la població es repartia de la següent manera: un 32,6% tenia menys de 18 anys, un 8% entre 18 i 24, un 35,7% entre 25 i 44, un 17,9% de 45 a 60 i un 5,9% 65 anys o més.
L'edat mediana era de 30 anys. Per cada 100 dones de 18 o més anys hi havia 87,7 homes.
La renda mediana per habitatge era de 44.609 $ i la renda mediana per família de 49.667 $. Els homes tenien una renda mediana de 35.755 $ mentre que les dones 25.024 $. La renda per capita de la població era de 15.575 $. Entorn del 6,8% de les famílies i el 12,2% de la població estaven per davall del llindar de pobresa.

## Poblacions més properes
El següent diagrama mostra les poblacions més properes.